# Wrington
Wrington är en ort och civil parish i Storbritannien.   Den ligger i kommunen North Somerset och riksdelen England, i den södra delen av landet, 180 km väster om huvudstaden London. Wrington ligger 24 meter över havet och antalet invånare är 2 039.
Terrängen runt Wrington är platt åt nordväst, men åt sydost är den kuperad. Runt Wrington är det tätbefolkat, med 493 invånare per kvadratkilometer. Närmaste större samhälle är Bristol, 15,5 km nordost om Wrington. Trakten runt Wrington består i huvudsak av gräsmarker.